# Floribundaria golae
Floribundaria golae är en bladmossart som beskrevs av Tosco och Piovano 1956. Floribundaria golae ingår i släktet Floribundaria och familjen Meteoriaceae. Inga underarter finns listade i Catalogue of Life.